# Газимагуса (район)
Райо́н Газимагуса (тур. Gazimağusa İlçesi) — один из пяти районов частично признанной Турецкой Республики Северного Кипра. Согласно административно-территориальному делению Республики Кипр территория Газимагусы расположена на части территории района Республики Кипр Фамагуста.

## Описание
Район Газимагуса располагается в восточной части Кипра, административный центр — город Газимагуса. В 2006 году население района составляло 64 429 человек.

## Населённые пункты
- Акдоган
- Беярмуду
- Вадили
- Газикёй
- Гюверджинлик
- Пашакёй
- Эргенекон